# Route nationale 323
Die Route nationale 323, kurz N 323 oder RN 323, war eine französische Nationalstraße, die 1933 zwischen Chambly und der N181 östlich von Gisors festgelegt wurde. 1973 erfolgte die Abstufung zu Départementstraße. 1978 wurde die Nummer erneut vergeben für eine westlich von Angers neu erstellte Straße, die die N23 mit der A11 verband. Diese Straße wurde 2006 zur D323 abgestuft.